# Lionel Cranfield (1er comte de Middlesex)
Lionel Cranfield, 1er comte de Middlesex (1575 - 6 août 1645) est un marchand et homme politique anglais. Il siège à la Chambre des communes entre 1614 et 1622 lorsqu'il est élevé à la pairie en tant que baron Cranfield,.

## Biographie
Il est le deuxième fils de Thomas Cranfield, mercier à Londres, et de sa femme Martha Randill, fille et héritière de Vincent Randill de Sutton-at-Hone, Kent. Il est apprenti chez Richard Sheppard, un mercier à Londres et s'associe avec lui vers 1599. Il est présenté au roi roi Jacques Ier d'Angleterre et d'Écosse par Lord Northampton et entre au service royal en 1605.
En 1613, il est fait chevalier et nommé arpenteur général des douanes. Il est élu député de Hythe en 1614. En 1616, il devient l'un des maîtres des requêtes, brièvement en 1618 gardien de la grande garde-robe et en 1619 maître de la cour des quartiers et des livrées et commissaire en chef de la marine. En tant que gardien de la garde-robe, il supervise les dépenses de 20 000 £ pour les funérailles d'Anne de Danemark et fait l'inventaire de ses bijoux.
Il est élu député d'Arundel en 1621. Cranfield est responsable de nombreuses économies dans la fonction publique, et son sens des affaires est très utile au roi. Il prend part à l'attaque de Lord St Alban en 1621, et bien que, contrairement aux attentes générales, il ne lui succède pas comme Lord Chancelier, il est créé baron Cranfield, de Cranfield dans le comté de Bedford, en juillet de la même année. En 1621, il devient également Lord grand trésorier et en septembre 1622 est créé comte de Middlesex.
Cranfield perd ses positions et son influence peu de temps après parce qu'il s'oppose à la guerre projetée avec l'Espagne et encourt l'hostilité du prince de Galles et du duc de Buckingham. Mis en accusation par la Chambre des communes pour corruption, il est reconnu coupable par la Chambre des lords en mai 1624 et est condamné à perdre toutes ses charges, à payer une lourde amende et à être emprisonné selon le bon plaisir du roi. Cependant, il est libéré de prison en quelques jours, est gracié l'année suivante et rétabli dans son siège à la Chambre des Lords en 1640. Middlesex meurt le 6 août 1645.
Les maisons de Cranfield comprennent Chelsea House, qu'il achète en 1619 et améliore en utilisant les services d'Inigo Jones et Nicholas Stone, et Copthall dans l'Essex. Le mobilier est fourni par les tapissiers Oliver Browne et John Baker qui fournissent également la cour royale et la garde-robe, et peint et doré par Thomas Capp. Ceux-ci comprennent une suite de meubles pour la «couchette» d'Anne Brett à Chelsea en 1621 avec un berceau avec un auvent de damas cramoisi pour James Cranfield en 1621. Les meubles de Copthall sont emmenés à Knole en 1701.

## Famille

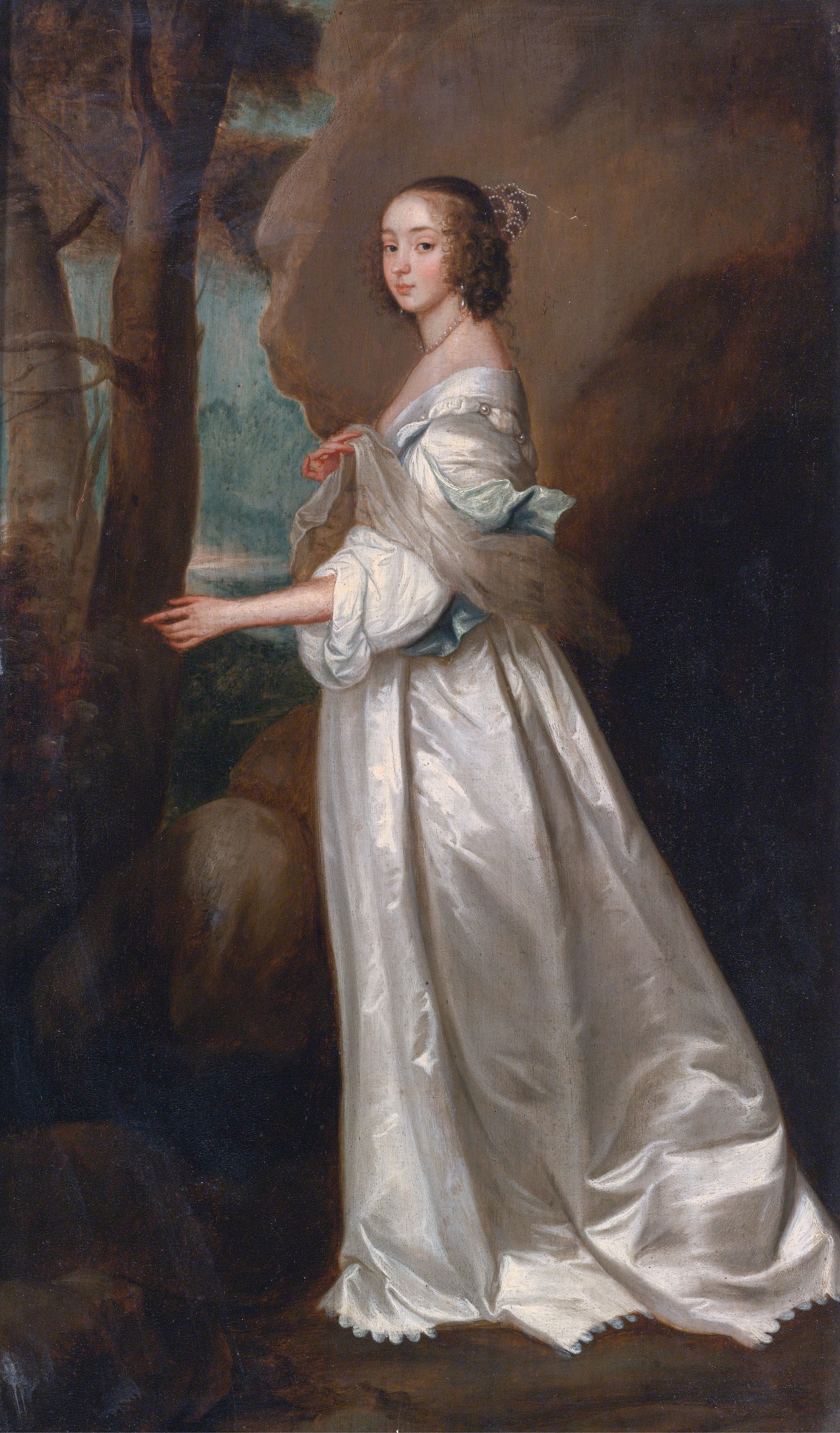
Frances Cranfield (1622-1687)

Cranfield épouse Elizabeth, la fille de Richard Sheppard, en 1599. Il se remarie à Anne Brett (morte en 1670), une cousine de la mère de Buckingham, qu'il épouse à contrecœur en 1621 afin de s'assurer le soutien de Buckingham .
Il laisse un fils, James Cranfield (2e comte de Middlesex) (1621 - 1651), qui lui succède en tant que comte et est partisan du parti parlementaire pendant la guerre civile anglaise. Le 2e comte est remplacé par son frère, Lionel, qui meurt sans descendance en octobre 1674, par la suite le comté de Middlesex et la baronnie de Cranfield se sont éteints. La plus jeune fille survivante du 1er comte, Frances, épouse Richard Sackville (5e comte de Dorset), et leur fils aîné, Charles, alors Lord Buckhurst, est créé comte de Middlesex en 1675. Deux ans plus tard, il devient 6e comte de Dorset, et ce comté de Middlesex est détenu par les comtes puis les ducs de Dorset jusqu'en 1843, date à laquelle il s'est éteint.
Enfants de sa première épouse Elizabeth Sheppard (décédée en 1617) :
- Martha Cranfield, comtesse de Monmouth (née en 1601)
- Elizabeth Cranfield, Lady Sheffield comtesse de Mulgrave (née en 1608)
- Mary Cranfield (1610-1636)

Les enfants de sa seconde épouse, Anne Brett (d. 1670):
- James Cranfield, 2e comte de Middlesex (1621-1651)
- Frances Cranfield, comtesse de Dorset (1622-1687)
- Lionel Cranfield, 3e comte de Middlesex (1625-1674)
- Edward Cranfield (av. 1628)
- Susanna Cranfield (vers 1631-1636)

Son mémorial se trouve dans la chapelle de Saint-Benoît à l'Abbaye de Westminster .